# 甲州屋忠右衛門
甲州屋 忠右衛門（こうしゅうや ちゅうえもん、文化6年（1809年 - 明治24年（1891年）12月24日）は、江戸時代後期・明治初期の実業家。号は可雲。篠原忠右衛門とも。横浜商人のさきがけの一人。

## 略歴
甲斐国八代郡小石和筋東油川村（笛吹市石和町東油川）に生まれる。生家の篠原家は高三十四石余を保有し、長百姓を務め村政にも携わる家柄。東油川村の立地する甲府盆地の東郡地域は商品作物として養蚕や綿作が行われており、篠原家でも30石（2町3反余）の田地を耕作し、奉公人を雇も雇っている。忠右衛門は少年期から江戸の商家で奉公し、父の死去を契機に帰郷し、家督を相続する。
安政4年（1857年）には、東油川村の隣村である山梨郡西油川村（甲府市西油川町）の名主・次兵衛とともに石和代官所管下113か村の惣代として、美作国津山藩領の播磨国小豆島産塩の移入を計画している。
安政6年（1859年）1月に横浜港、長崎港、函館港の三港が開港し、甲斐国においても甲府勤番支配や三分代官を経て開港の情報が町方から在方へもたらされた。横浜は同年6月2日に正式に開港されるが、忠右衛門はこれに先立つ同年3月11日に、広瀬村（笛吹市石和町広瀬）の長百姓・川手五郎右衛門との連名で外国奉行所に対して願書を提出している。この際に添付された「甲州産物書上帳」には郡内織や木綿、枯露柿、市川和紙、煙草など15品目の甲州物産が書き上げられている。
願書に拠れば忠右衛門と五郎右衛門は東油川・広瀬村両村を中心とする近隣諸村の豪農層からの出資による「甲州産物会所」の共同経営を構想していたが、これは計画倒れとなり、それぞれ横浜本町二丁目に102.2坪の拝借地を得てそれぞれ「甲州屋」を名乗り商売を開始した。甲州屋は旅館も兼ね、忠右衛門らに続き多くの甲州商人が横浜に出店している。
忠右衛門の甲州屋では「産物帳」に書き上げた産物のほか甲斐河内産の木炭や市川和紙などの甲州産物のほか、海産物や生糸、茶や外国渡来品などを扱うが、当初は資金繰りに苦慮していたという。安政6年（1859年）7月2日には初取引としてイギリス商人に甲州産生糸を販売している。近世に東郡産の生糸は上方へ移出され西陣織の原料糸となっていたが、忠右衛門らの取引により甲州産生糸は新たに横浜への流通が開始された。
甲州屋の営業は文久2年（1862年）に生糸貿易が軌道に乗ると顕著な成長を見せ、郷里の東油川村では長男・正次郎が長百姓を務め、甲州の豪農商層の信頼を得て、次男直太朗は甲州での買付を行い営業を忠右衛門の営業を支えた。翌文久3年（1863年）には繰綿取引に力を入れ、多大な利益を上げる。
明治元年（1868年）から翌明治2年（1869年）に横浜は蚕種景気に湧き、忠右衛門は甲州産生糸のみならず上州や武州・相州における買付も行い甲州屋は成長するが、明治3年（1870年）の普仏戦争におけるフランス側の敗北は蚕種価格を急落させる蚕種恐慌を及ぼした。これにより忠右衛門ら売込商は多大な損失を抱え没落し、明治6年（1876年）9月に忠右衛門は地所・家屋を処分する。
その後は岩手での鉱山開発や神奈川県での開拓事業を行い、晩年には郷里で村長も務めている。